# Ина (Сайтама)
Ина (яп. 伊奈町 Ина-мати) — посёлок в Японии, находящийся в уезде Китаадати префектуры Сайтама. Площадь посёлка составляет 14,80 км², население — 43 954 человека (1 августа 2014), плотность населения — 2969,86 чел./км².

## Географическое положение
Посёлок расположен на острове Хонсю в префектуре Сайтама региона Канто. С ним граничат города Агео, Окегава, Хасуда.

## Население
Население посёлка составляет 43 954 человека (1 августа 2014), а плотность — 2969,86 чел./км². Изменение численности населения с 1980 по 2005 годы:
| 1980 | 21 005 чел. |  |
| 1985 | 23 867 чел. |  |
| 1990 | 27 100 чел. |  |
| 1995 | 29 792 чел. |  |
| 2000 | 32 216 чел. |  |
| 2005 | 36 535 чел. |  |

## Символика
Деревом посёлка считается османтус, цветком — роза.